# Altamira do Maranhão
Altamira do Maranhão är en kommun i Brasilien.   Den ligger i delstaten Maranhão, i den nordöstra delen av landet, 1 300 km norr om huvudstaden Brasília. Antalet invånare är 10 211. Arean är 669 kvadratkilometer.
Terrängen i Altamira do Maranhão är platt.
Omgivningarna runt Altamira do Maranhão är huvudsakligen savann. Runt Altamira do Maranhão är det glesbefolkat, med 16 invånare per kvadratkilometer.